# Geophilus venezuelae
Geophilus venezuelae är en mångfotingart som beskrevs av Filippo Silvestri 1897. Geophilus venezuelae ingår i släktet Geophilus och familjen storjordkrypare.
Artens utbredningsområde är Venezuela. Inga underarter finns listade i Catalogue of Life.